# Костянтин Михайлович
Костянтин Михайлович (рос. Константин Михайлович; 1306 — 1345) — великий князь тверський у 1327—1338 і 1339—1345 роках.

## Життєпис
Третій син Михайла Ярославича, великого князя володимирського і князя тверського, та Анни Кашинської. Народився 1306 року в Твері. У 1318 році відправлено як заручника до Сарай-Бату. Узбек-хан наказав заморити його голодом. Проте хану порадили відпустити хлопчика, оскільки тоді Михайло Ярославич міг не з'явитися на ханський суд. Проте Костянтин залишався у Сараї до приїзду батька, був під час його страти. Перед смертю Михайло відіслав його до дружини Узбека — ханша Баялун, яка добре прийняла хлопчика.
Призначений новим великим князем Володимирським Юрій Данилович зробив Костянтина і бояр його батька своїми бранцями і відвіз їх до Володимира. Лише у 1320 році викуплений за 18 тисяч карб. братом Дмитром. Також був вимушений одружитися з донькою Юрія Даниловича. Отримав князівство Дорогобузьке, а до цього був власником Клінського уділу.
1327 року під час Тверського повстання разом з молодшим братом Василем втік до Ладоги. Саме ж повстання було жорстоко придушене московсько-ординськими військами. Узбек-хан передав ярлик на Тверське князівство Костянтинові.
У 1328 році Костянтин повернувся до Твері і разом з Іваном I Даниловичем, великим князем Московським, вирушив до Сарай-Бату. Тут Іван Данилович 1328 року став великим князем Володимирським. Костянтин вимушений був підкорятися тому, отримавши наказав схопити брата Олександра й привезти його в Орду. Так, 1329 році брав участь у поході Івана I проти Пскова. Втім головним чином піклувався про відновлення міст свого князівства після ординського плюндрування.
1338 року без бою повернув братові Олександру панування на Твер'ю, коли хан знову йому надав ярлик на велике князівство Тверське. Але у 1339 році Олександр з сином Феодором був страчений в Сараї, після чого Костянтин Михайлович знову отримав велике князівство Тверське. Побоюючись ординців виконав розпорядження Івана I Даниловича зняти і привезти до Москви дзвін з головної Спасо-Преображенської церкви у Твері — символ свободи і незалежності Твері. Проводив підлеглу політику й стосовно наступного великого князя володимирського і московського Симеона Івановича.
Разом з тим проводив політику ліквідації незалежних уділів в рамках великого князівства Тверського. У 1345 році поконфліктував з небожем Всеволодом, князем холмським. Останній спочатку поскаржився Семеону Івановичу, а потім ординцям. У тому ж році Костянтин і Всеволод поїхали до хана Джанібека. Там Костянтин помер, можливо, був отруєний. Ярлик на князювання отримав Всеволод.

## Родина
1. Дружина — Софія, донька князя Юрія Даниловича Московського
Діти:
- Єремій (д/н—1372), князь дорогобузький

2. Дружина — Євдокія
Діти:
- Семеон (д/н—1365), князь білогородський